# Abbazia di Seligenthal

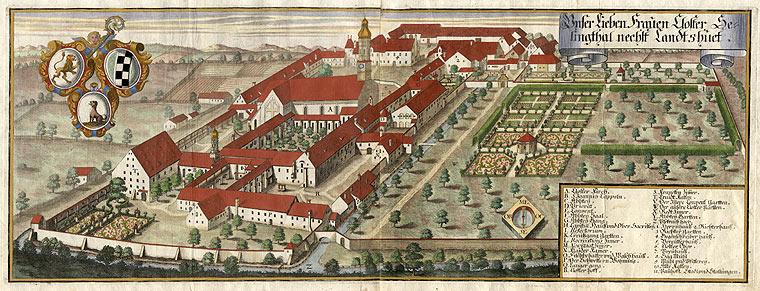
L'abbazia in un'incisione del 1701

L'abbazia di Seligenthal (in latino Abbatia B.M.V. Felicis Vallis) è un monastero femminile cistercense situato a Landshut, in Baviera, Germania. Il monastero si trova nella regione della diocesi di Ratisbona, la chiesa del convento, intitolata all'Assunzione di Maria (Mariä Himmelfahrt) è uno dei luoghi di sepoltura del casato di Wittelsbach. 

## Storia
La fondazione del monastero avvenne in seguito ad una donazione effettuata nel 1232 da parte della duchessa di Baviera Ludmilla di Boemia dopo l'assassinio del marito, il duca Ludovico I di Baviera, fondatore della città di Landshut. 
Il luogo scelto non corrispondeva completamente ai canoni cistercensi si trovava infatti nelle immediate vicinanze della cittadina di Landshut che già nel 1255 era capoluogo del ducato e residenza ducale. La ricca dotazione del monastero influenzò lo sviluppo economico della cittadina. 
Ludmilla disposte che il monastero venisse popolato da monache cistercensi, il primo nucleo di monache proveniva dall'abbazia di Trebnitz (l'attuale Trzebnica, in Polonia). Ludmilla stessa visse nel convento fino alla morte e fu poi sepolta nella prima cappella utilizzata come chiesa conventuale oggi chiamata Afrakapelle, in seguito i suoi resti furono trasferiti nella chiesa abbaziale. Nel 1236 il convento passò sotto il governo dell'Abbazia di Kaisheim. 
Fin dal principio si caratterizzò come monastero non solo dei Wittelsbach ma della nobiltà bavarese, numerose furono infatti le figlie di nobili che vi presero i voti. Tramite le donazioni da parte delle famiglie nobili il monastero fu in grado ben presto di progettare nuovi edifici.
La nuova chiesa conventuale fu consacrata nel 1259 e divenne il luogo di sepoltura della famiglia Wittelsbach.
Durante la guerra dei trent'anni il monastero fu più volte saccheggiato, tra l'altro furono violate le tombe Wittelsbach per rubare i preziosi che vi si trovavano.
Nel 1732 la chiesa conventuale viene ristrutturata nello stile rococò da Johann Baptist Gunetzrhainer, architetto del ducato di Baviera, vennero ampliati il transetto e il coro e aggiunta un'abside. Nel 1782 all'interno del convento viene fondata la scuola femminile, nell'ambito della secolarizzazione del 1803 venne trasferita negli edifici del convento l'università di Landshut, le suore rimasero ma col divieto di aggregare nuove suore. Nel 1835 il sovrano Ludovico I riaprì il monastero con la condizione che le suore si occupassero della formazione femminile, tre anni dopo venne fondata la scuola superiore femminile. Il recupero della proprietà degli edfici fu oneroso ma già nel 1863 il monastero fu in grado di acquistare quanto rimaneva del monastero di Waldsassen e farne un monastero dipendente.
La scuola interruppe le sue attività nel 1938 quando il monastero venne trasformato in un lazzaretto, l'attività scolastica riprese nel 1945 e dal 2020 è affidata ad una fondazione.

## Struttura
Il nucleo originario del monastero è costituito dal chiostro risalente al 1263 situato a nord della chiesa conventuale e dalla Afrakappelle situata a nord del chiostro e probabilmente pre-esistente, tutti gli elementi architettonici datano infatti l'edificio a inizio XIII secolo mentre il coro risale alle fine dello stesso secolo.
Nel 1686, in piena epoca barocca alla torre campanaria della chiesa conventuale venne data la forma attuale. Gran parte degli edifici del complesso sono del periodo 1730-1734, in questo periodo, oltre alla costruzione degli edifici che si sviluppano intorno ad un cortile centrale venne anche ristrutturata la chiesa conventuale.

## LoScriptorium
Nel 1260 venne allestito lo Scriptorium, il monastero ha tuttora un cospicuo archivio di manoscritti, tra i manoscritti più celebri di Seligenthal vi sono un Antifonario del tardo XIII secolo ora custodito presso la Bayerische Staatsbibliothek a Monaco, il Graduale di Seligenthal risalente al periodo 1270/1277 e custodito presso la British Library a Londra (Ms. 16950) e il Necrologium Saeldentalense del 1319 che contiene anche gli Annales Seldentalenses con una narrazione degli eventi dalla fondazione dell'ordine cistercense datata nel documento al 1108 fino al 1295.

## Sepolture Wittelsbach
Dal 1258 la chiesa conventuale dell'abbazia di Seligenthal divenne il luogo di sepoltura dei Wittelsbach, vi furono sepolti:
- Enrico XIII di Baviera
- Stefano I di Baviera
- Ottone I di Baviera
- Enrico XIV di Baviera
- Enrico XV di Baviera
- Ludovico V di Baviera
- Enrico XVI di Baviera-Landshut
- Ludovico IX di Baviera-Landshut
- Giorgio di Baviera
- Roberto del Palatinato (vescovo)